# Olavo, o Elfo de Geirstado
Olavo Filho de Gudrodo (em latim: Olavus; em nórdico antigo: Olaf Gudrødsson), conhecido após sua morte como Olavo, o Elfo de Geirstado (em nórdico antigo: Ólaf Geirstaða Álfr), foi um régulo lendário da Noruega com sede em Romerícia. Era membro da Casa dos Inglingos. Segundo a Saga dos Inglingos era filho de Gudrodo, o Caçador e era meio-irmão de Haldano, o Negro.

## Vida
Olavo era filho de Gudrodo, o Caçador com sua primeira esposa Alfilda e meio-irmão de Haldano, o Negro. Aos 20 anos, com a morte de seu pai, sucedeu-o. De acordo com Esnorro Esturleu, era homem de grande poder e um grande guerreiro, extremamento bonito e muito alto. Controlava apenas o Folde Ocidental, pois o rei Alfgeir conquistou a Vingulmarca e lhe deu ao seu filho, o rei Gandalfo; pai e filho fizeram várias incursões em Romerícia, conquistando boa parte do distrito. Além disso, Hogni, filho de Ósteno, o Poderoso dos Planaltos, conquistou Hedemarca, Toten e Hadalândia e a Varmlândia voltou a pagar tributo ao rei da Suécia. Olavo e seu irmão Haldano dividiram o governo do Folde Ocidental, com o primeiro governando a porção ocidental, e o segundo a porção oriental. Olavo residiu em Geirstado, onde sucumbiu de uma doença em sua perna e foi sepultado num túmulo local. Foi sucedido por seu filho Ragualdo, o Muito Honrado. Segundo Tiodolfo de Hvinir:
| “ | E a prole de Odim, de parentesco Inglingo intencionalmente, prosperou na Noruega. De outrora, Olavo governou em seu reinando amplos domínios no Folde Ocidental até que o pé doente da costa de Folden [Fiorde de Oslo] sobrecarregou o rei. Agora sepultado no túmulo está o feliz soberano em Geirstado. | ” |

Segundo o Livro da ilha plana, Olavo foi levado por uma praga que diminuiu após sua morte. Olavo instruiu seu povo a construir um túmulo e colocá-lo em repouso, proibindo-os de adorá-lo depois de sua morte em benefício propício. Mas como Olavo suspeitou, uma vez que a fome chegou, "recorreram ao plano de sacrificar ao rei Olavo por abundância, e o chamaram de elfo de Geirstado". Mais tarde, o espírito de Olavo apareceu num sonho de Hrani, que foi instruído a entrar no túmulo para buscar um anel, a espada Besinga e um cinto que deveriam ser dados à rainha Asta como presentes a seu futuro filho. Hrani também foi convidado a cortar a cabeça do draugr, certificando-se de que a cabeça estava bem esticada no pescoço durante o processo de decapitação. O homem fez como instruído, e a rainha dá à luz o futuro Olavo, o Santo. Mais tarde, quando Olavo, o Santo estava cavalgando junto ao túmulo, um de seus homens lembra-se dele dizendo que já havia sido enterrado ali. O rei nega veementemente isso, dizendo que sua alma não poderia ocupar dois corpos; para Hilda Roderick Eliis Davidson, aqui há uma menção à noção de renascimento.